# Années 130
Les années 130 couvrent la période de 130 à 139.

## Événements
- 130 : mort d'Antinoüs[1].
- Après 131 : publication de l'Édit perpétuel à Rome[2].
- 132-135 : révolte de Bar Kokhba en Judée[3]. Fondation d'Aelia Capitolina. Hadrien chasse les Juifs de Judée. La province devient Syrie-Palestine.
- 136-138 : guerre de Rome contre les Suèves[4].
- 138 : mort d'Hadrien. Début du règne d'Antonin, empereur romain (fin en 161)[5].
- 138-140 : révolte des Brigantes[6].

## Personnages significatifs
- Antonin le Pieux
- Galien
- Hadrien
- Hygin (pape)